# 凤凰气象站
《凤凰气象站》（英语：Phoenix Weather Forecast，2017年2月5日及之前为“Phoenix Weather Report”）是华风集团（中国气象局下属机构）和凤凰卫视新聞部联合制作的一系列天气预报节目，分为无主持版本、主持版本和《时事直通车》版本，其中无主持版本安排在凤凰卫视中文台、资讯台、美洲台、欧洲台、澳洲版及香港台（《时事直通车》版本除外）播出；而主持版本则只安排在凤凰卫视中文台、资讯台及《时事直通车》节目之內播出。

## 各节目版本及播出时间[1]

### 无主持版本
- 资讯台：大致安排在《凤凰正点播报》之后播出（并非所有时段）；周一至周五07:55（《凤凰早班车》的环节之一）；周六、日07:25（《周末晨早播报》节目之后）。
- 中文台：香港时间周一至周五07:55、08:55（《凤凰早班车》的环节之一）；周六、日08:25（《周末晨早播报》节目之后）。
- 凤凰卫视欧洲台：格林威治时间周一至周五00:55、07:55、18:27；周六、日00:25、07:25（夏时制执行期间为07:15）、18:27。
- 凤凰卫视美洲台：美国西岸时间周日至周四10:27、16:55、23:55；周五、六10:27、16:25、23:25（夏时制执行期间为23:15）。
- 凤凰卫视澳洲版：悉尼时间周一至周五03:27、09:55、16:55；周六、日03:27、09:25、16:25（夏时制执行期间为16:15）。
- 凤凰卫视香港台：香港时间每日07:55、08:55（《凤凰早班车》的环节之一）；每日12:55（《鳳凰午間專列》节目之后）、每日13:57（每天《午間快綫》节目之后）、每日18:27（《鳳凰焦點新聞》节目之后）、每日19:57（《全球新聞報道》节目之后）、每日21:55（《时事直通车》节目之后）。

### 主持版本
- 资讯台：香港时间周一至周五12:25（《凤凰午间特快》节目之后）、19:43（《华闻大直播》节目之后）、21:45（《时事直通车》的环节之一）；周六、日07:55、12:25（《周末晨早播报》《周末正午播报》节目之后）、19:13（《华闻大直播》节目之后）、21:35（《时事直通车》的环节之一）。
- 中文台：香港时间周一至周五12:25（《凤凰午间特快》节目之后）、21:45（《时事直通车》的环节之一）；周六、日08:55、12:55（《周末正午播报》节目之后）、21:35（《时事直通车》的环节之一）。
- 香港台：不設主持版本。
- 凤凰卫视欧洲台、美洲台、澳洲版：在《时事直通车》之內播出；周六、日會預先錄影主持人畫面，播出時再由他人旁述明日天气预测。

2016年及之前，《时事直通车》內的《凤凰气象站》由鳳凰衛視新聞部製作，曾先後由王晴、田川任主持。

## 节目内容
以下为《凤凰气象站》各环节的大致内容：
- 现在天气（仅限凌晨时段）：报道从中国气象局录得的亚洲各城市现在的天气概况，包括温度、风力、风向和湿度。
- 今日天气预测：以地图的形式预测亚洲、大洋洲、欧洲、中东、非洲今日的天气。
- 明日天气预测（仅限傍晚版本）：以景点形式预测中国21个城市明日及后天的天气。
- 明日天气预测（《时事直通车》版本）：预测中国34个城市明日的天气。
- 三天天气预测：预测世界各地三日的天气。
- 天气概述（仅限主持版本和《时事直通车》版本）：由主持人播报天气资讯和未来主要城市的5天天气预报。
- 定真科普时间：由中国气象局高级工程师朱定真主持，向观众讲解天气知识。

所有数据均由中国气象局提供。

### 城市
以下为《凤凰气象站》所预测的城市（部分版本不会播报某些城市）：
- 亚洲：北京、上海、兰州、大连、新德里、香港、海口、台北、曼谷、昆明、新加坡、基隆、哈尔滨、天津、武汉、广州、沈阳、澳门、高雄、吉隆坡、南京、成都、札幌、东京、沈阳、济南、西安、大阪、福冈、平壤、首尔、杭州、厦门、三亚、昆明、仰光、河内、马尼拉（《时事直通车》版本则为中国34个城市，播报顺序与央视《联播天气预报》相同）
- 大洋洲：悉尼、墨尔本、奥克兰、惠灵顿、柏斯、布里斯班
- 中东：坎大哈、喀布尔、白沙瓦、巴格达、卡拉奇、麦纳麦、阿布扎比
- 非洲：开罗、阿尔及尔、拉各斯、内罗毕、约翰内斯堡
- 欧洲：伦敦、莫斯科、阿姆斯特丹、罗马、巴黎、斯德哥尔摩、法兰克福、里斯本
- 北美洲：洛杉矶、旧金山、纽约、芝加哥、温哥华、蒙特利尔、多伦多、渥太华
- 南美洲：布宜諾斯艾利斯、利马、里约热内卢、墨西哥城

### 颜色
自2013年11月起，除《时事直通车》版本外，《凤凰气象站》以颜色作为底色表示天气概况，按温度划分，分别是白色、绿色、蓝色、紫色和红色。
而《时事直通车》版本《凤凰气象站》底色则皆为蓝色。

## 音乐
《凤凰气象站》在开场、收场时使用统一的配乐（《凤凰早班车》的无主持版本与《时事直通车》版本除外）。2001年凤凰卫视资讯台开播至2007年，无主持版本使用新世紀作曲家雅尼在2000年發行的專輯《If I Could Tell You》中曲目的《With an Orchid》作为背景音乐，之后一度更换音乐，自2013年11月起，无主持版本恢复使用《With an Orchid》。而主持版本所使用的配乐则是歌曲（每期不同）；《时事直通车》版本使用两种配乐，一种是中国国内预报使用，另一种则是在2007年至2013年10月之前使用的配乐。

## 外部連結
- 官方网站（页面存档备份，存于）